# Saint-Firmin (Meurthe-et-Moselle)
Saint-Firmin ist eine französische Gemeinde mit 290 Einwohnern (Stand: 1. Januar 2022) im Département Meurthe-et-Moselle in der Region Grand Est (vor 2016 Lothringen). Sie gehört zum Arrondissement Nancy und zum Kanton Meine au Saintois.

## Geografie
Saint-Firmin im Norden der Landschaft Saintois liegt etwa 31 Kilometer südsüdwestlich von Nancy.
Umgeben wird Saint-Firmin von den Nachbargemeinden Praye im Westen und Norden, Xirocourt im Nordosten und Osten, Jevoncourt im Osten, Marainville-sur-Madon im Südosten, Diarville im Süden sowie Housséville im Süden und Südwesten.

## Bevölkerungsentwicklung
| Jahr                       | 1962 | 1968 | 1975 | 1982 | 1990 | 1999 | 2006 | 2019 |
| Einwohner                  | 234  | 235  | 215  | 202  | 228  | 233  | 267  | 280  |
| Quellen: Cassini und INSEE |      |      |      |      |      |      |      |      |

## Sehenswürdigkeiten
- Kirche Saint-Firmin aus dem 19. Jahrhundert
- Kapelle Saint-Firmin aus dem 19. Jahrhundert
- Kapelle im Pflegeheim La Compassion

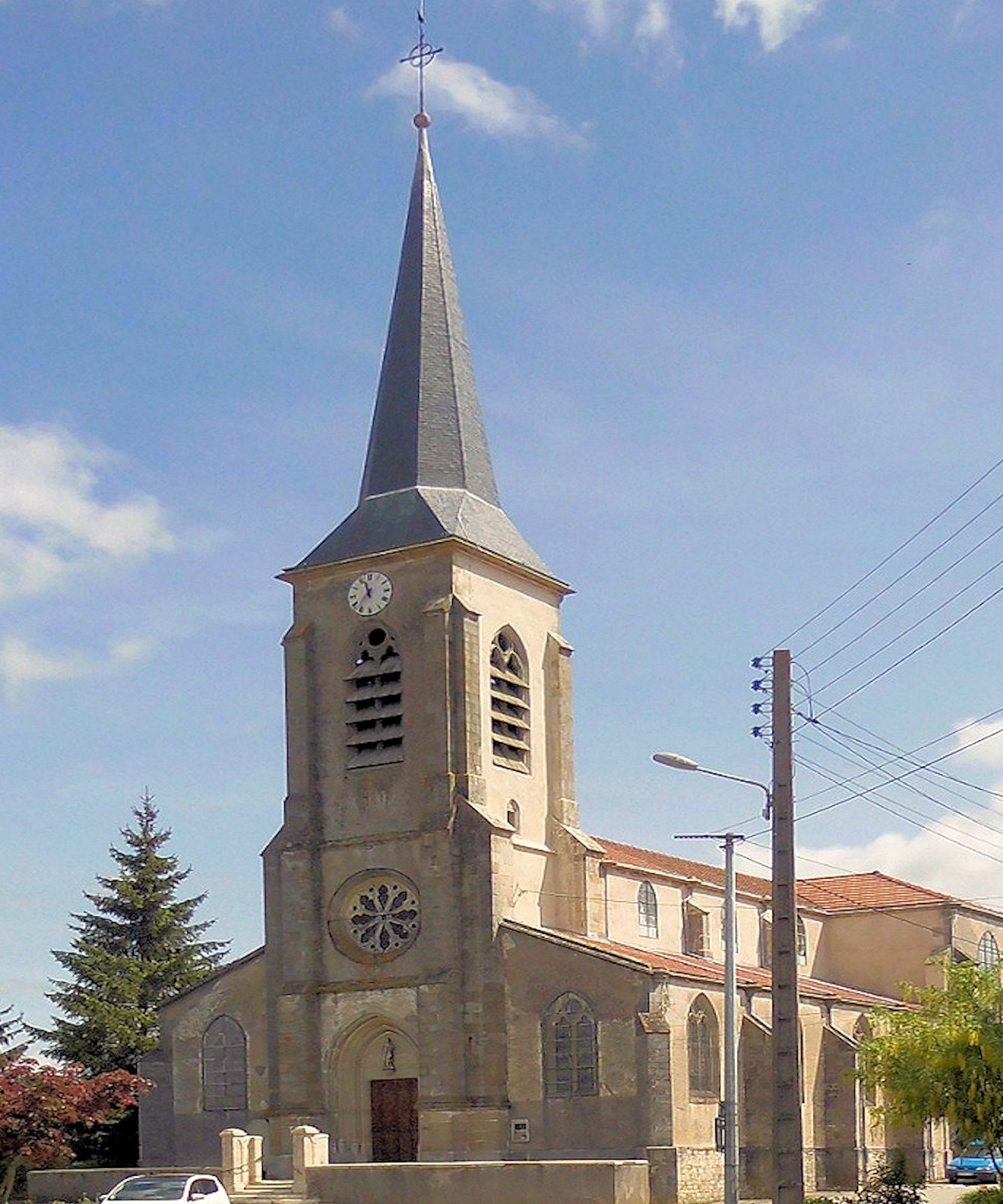
Kirche Saint-Firmin